# Liste der Naturdenkmale in Strohn
Die Liste der Naturdenkmale in Strohn nennt die im Gemeindegebiet von Strohn ausgewiesenen Naturdenkmale (Stand 4. Juni 2024).

## Naturdenkmale
| Nr.         | Bezeichnung            | Lage                                          | Beschreibung                                                 | Bild                                    |
| ----------- | ---------------------- | --------------------------------------------- | ------------------------------------------------------------ | --------------------------------------- |
| ND-7233-100 | Durchbruchstal der Alf | südöstlich des Ortes, beidseitig der Alf Lage | auch Strohner Schweiz; flächenhaftes Naturdenkmal, ca. 11 ha | Direkt Bild zu diesem Denkmal hochladen |
| ND-7233-113 | Zwei Linden            | östlich an der K 26; Flur Vor Buchholz Lage   | Tilia sp., zwei Bäume, um 1850 gepflanzt, ca. 16 m hoch      | Direkt Bild zu diesem Denkmal hochladen |
| ND-7233-201 | Vulkanische Bombe      | Zur Schweiz, am südlichen Ortsausgang Lage    | Kugel aus Olivin-Basalt, ca. 6 m Durchmesser                 | mehr Fotos \| Fotos hochladen           |

## Ehemalige Naturdenkmale
| Nr. | Bezeichnung        | Lage                                | Beschreibung | Bild                                    |
| --- | ------------------ | ----------------------------------- | --- | --------------------------------------- |
|     | Zwei Rosskastanien | Hauptstraße, Ecke Kastanienweg Lage | Aesculus hippocastanum, zwei Bäume; Rechtsverordnung 2002 aufgehoben, 2009 abgegangen und durch Nachpflanzungen ersetzt | Direkt Bild zu diesem Denkmal hochladen |